# 朝元寺 (美濃)
22°56′01″N 120°35′15″E / 22.933625°N 120.587605°E
朝元寺，是位於臺灣高雄市美濃區廣林里的佛寺，聖嚴法師曾在此閉關，旁邊為鍾理和的住家。

## 沿革
源自當地人士張再興、張再二兄弟的發願。1907年，台南開元寺智圓比丘座下的能淨法師（俗名張再二），和兄長張再興協力募資，在故鄉美濃田尾坑、尖山溪邊立茅屋安置佛像，題為「觀音廟」，屬臨濟宗妙心寺派。其後他以此寺地勢狹隘、水土不佳，在1910年選定現在廟址。該地原屬公有地，後准許開發，先後獲得六甲餘地。
台灣日治時期的植物學者調查該寺地方的荔枝樹有達千年之久。能淨法師遷移時，就將一棵碩大的荔枝樹幹作為建造大雄寶殿的正樑。新寺取為「朝元寺」，因為該處左右側的群峰都朝面向大雄山。
1912年於山坡地建殿宇三間，兩端各建客房一間。1927年，曾蘭、曾獻南、林富家、劉金安等信徒發起擴建，至次年3月改建落成。殿宇正面為九開間，屋頂採兩坡懸山式屋脊，共四條垂脊，正脊加高形成西施脊，脊正中立寶塔，兩端向外作弧形起翹，並安置騰龍為飾。殿宇正中央為三開間，左右兩側亦三開間，前廊兩根圓柱，簷下兩朵垂花弔筒。其後殿宇不斷擴增，由正殿兩側增建單層廂房，再加蓋為二層樓房。台灣日治末期又購置耕地。
戰後，改為中國北方宮殿式的堂宇。前殿採歇山頂，上下樓層，上樓天王殿，下樓觀音殿。後殿為大雄寶殿，採均以三層十字斗拱撐住的重簷歇山頂，一樓正面七開間，四階周匝立紅色大柱，樑柱交插處飾以雀替，柱上橫樑彩繪和璽圖飾。護龍有知客室、寮房、齋堂、功德堂、講堂等。大殿後方尚有四層樓的淨慧樓，具視聽會議室與圖書藏經室。寺後方有1958年建成的七級華藏塔。

## 關於鍾理和

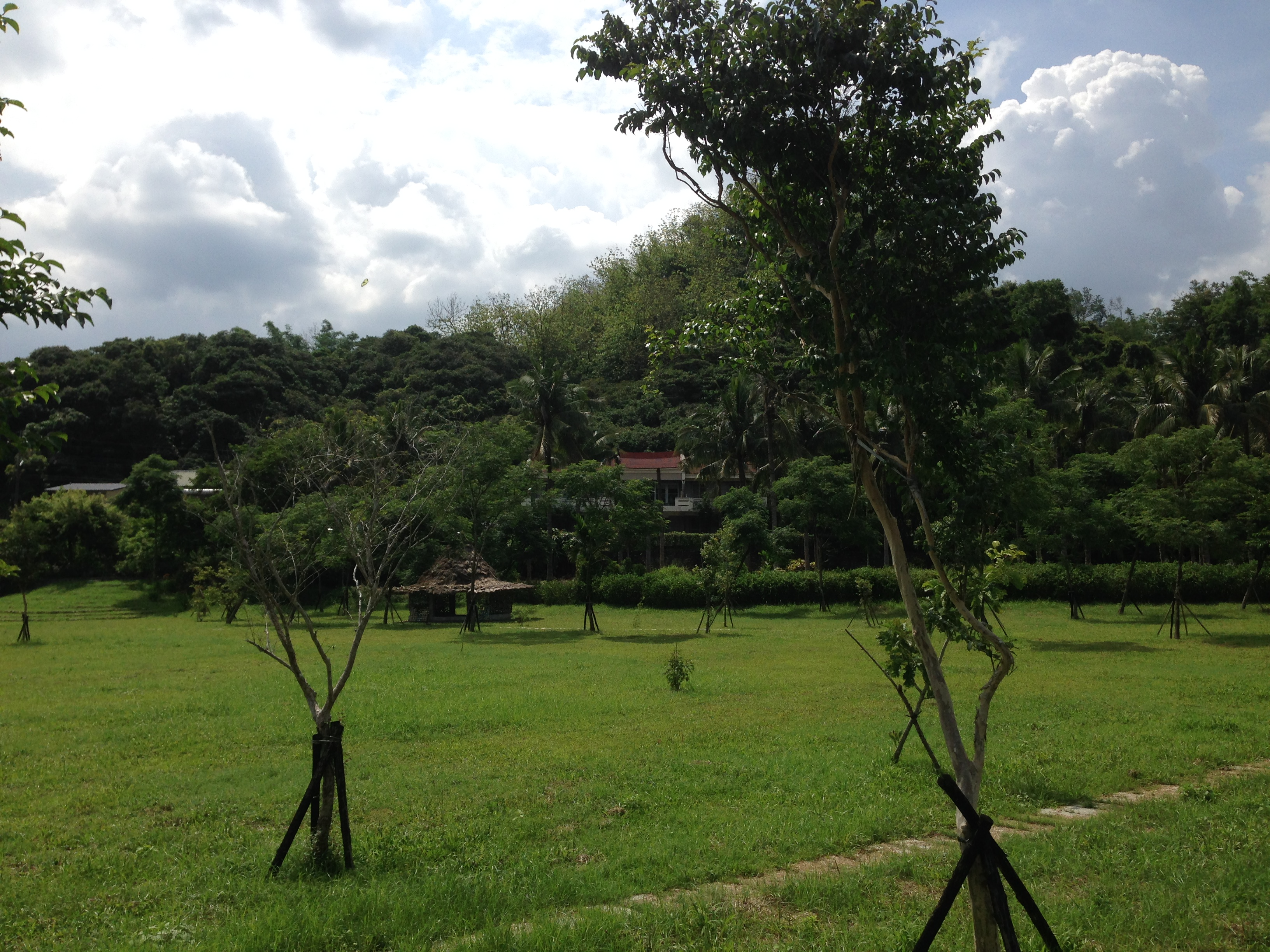
鍾理和紀念館遠景

該寺毗鄰鍾理和紀念館。鍾理和生前常來家附近的朝元寺走動，去世後骨灰放於此。林衡道在1950年代末參觀此寺後，在1961年給鍾肇政的信寫：「在那樣的民風醇厚山紫水明的地方孕育了鍾理和其人，確不是偶然的。」

## 關於聖嚴法師
聖嚴法師曾分析在自己人生在前半段佛法養成時期中，以三處讓他永遠懷念，首先是在上海靜安佛學院的短暫學僧生涯，其次即朝元寺的閉關，最末為到日本留學攻讀碩、博士。1961年，他初到朝元寺，還將戶口設在美濃鎮。在前三年，他將夠獲得有關戒律學的著作全讀過，有些甚且讀兩、三遍。
聖嚴1961年11月13日為第一次閉關，至1966年8月7日因眼疾出關。第二次於1967年6月10日至1968年2月20日出關。他在兩次閉關期間，先後完成了《聖嚴文集》、《正信的佛教》、《戒律學綱要》等書。該關房以瓔珞命名，懸掛劉安祺將軍親題「瓔珞關房」的匾額，但設備簡陋，有蟲蛇出入房中。
因寺院擴建，沒有留下聖嚴當初閉關的關房，寺方提供當年他在閉關期間的照片供來訪者參閱。聖嚴對弟子表示起當年此寺並非香火旺盛之地、也非經懺道場，僻靜，極少外在干擾，收入靠住眾種植的麻竹和荔枝，具農禪家風，所以自己更得以沉潛用功。

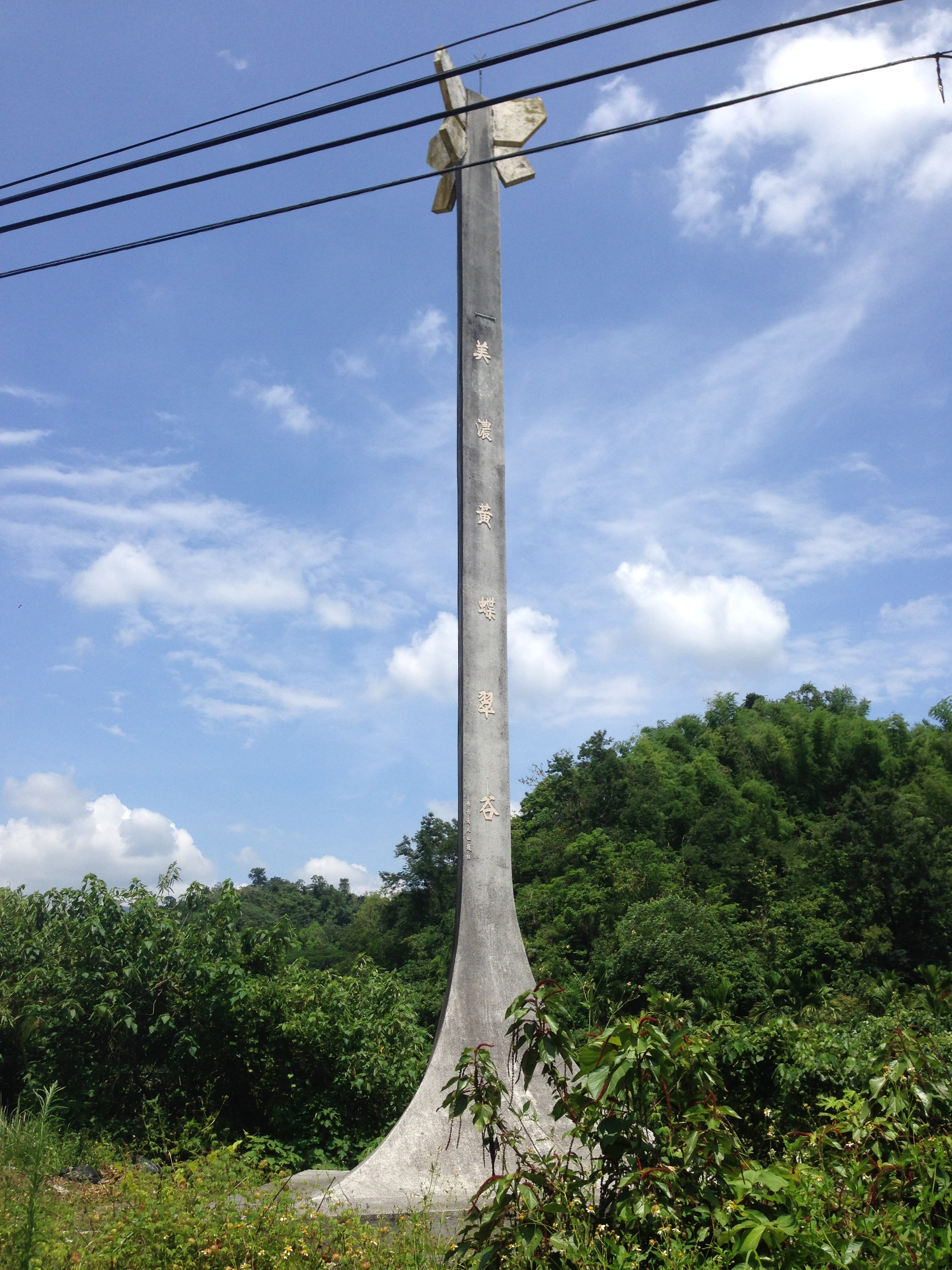
黃蝶翠谷在朝元寺附近，該寺還提供二百人住宿的香房。

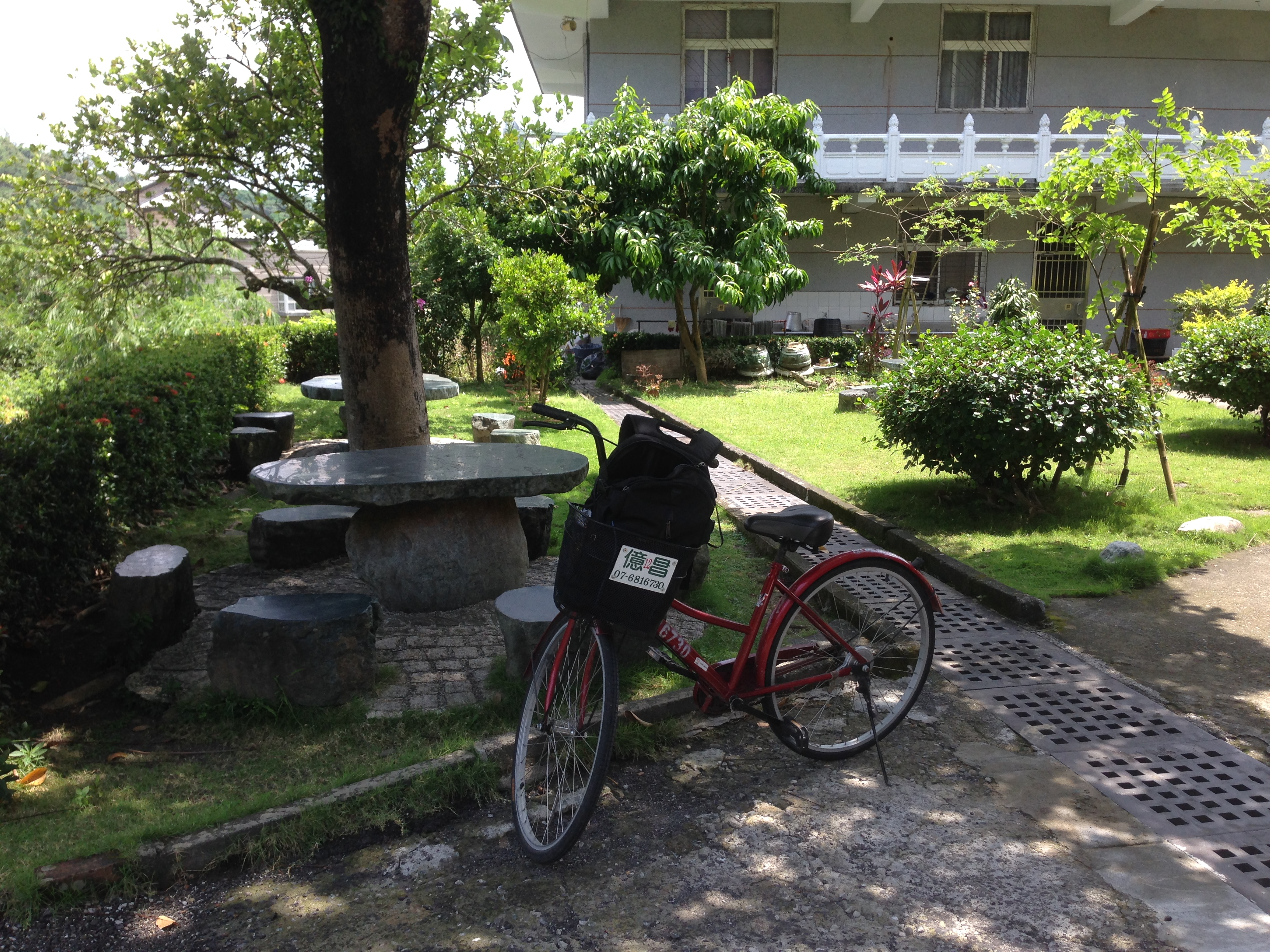
寺內種有荔枝樹。
該寺附近盛產被稱作「竹腳烏」的荔枝。